# Ebersbach (Döbeln)
Ebersbach is een plaats en voormalige gemeente in de Duitse deelstaat Saksen, en maakt deel uit van de gemeente Döbeln in het district Mittelsachsen.
Ebersbach is een langgerekt, oost<->west georiënteerd straatdorp, 2 à 3 km ten zuiden van het stadje Döbeln. In 2011 had het 533 inwoners.
Zie verder onder Döbeln.

## Geboren
- Carl Bergmann (12 april 1821; † 10 augustus 1876 in New York), Duits-Amerikaans cellist en dirigent van klassieke muziek; week in het revolutiejaar 1848 met veel gelijkgestemden uit naar de Verenigde Staten en was daar succesvol tot omstreeks 1870.